# Chondrina kobelti
Chondrina kobelti is een slakkensoort uit de familie van de Chondrinidae. De wetenschappelijke naam van de soort is voor het eerst geldig gepubliceerd in 1887 door Westerlund.